# Aleksandar Stanojević (Handballspieler)
Aleksandar Stanojević (serbisch-kyrillisch Александар Станојевић; * 10. März 1984 in Belgrad) ist ein serbischer Handballtrainer und ehemaliger Handballspieler. Der 1,97 m große Linkshänder wurde zumeist im rechten Rückraum eingesetzt.

## Karriere
Aleksandar Stanojević begann seine Laufbahn 2002 beim RK Partizan Belgrad, mit dem er 2003 die serbisch-montenegrinische Meisterschaft gewann. International spielte er mit Partizan im EHF-Pokal, in der EHF Champions League, im Europapokal der Pokalsieger und im EHF Challenge Cup. 2006 wechselte er in die deutsche Handball-Bundesliga zum HBW Balingen-Weilstetten. Bereits im Februar 2007 wurde er vom VfL Gummersbach als Ersatz für den verletzten Denis Sacharow verpflichtet. Dort konnte er jedoch nicht überzeugen und ging im Sommer 2007 in die französische Division 1 zu Paris Handball. Nach einem Jahr schloss er sich dem mazedonischen Verein RK Metalurg Skopje an, mit dem er 2009 den Pokal errang. Ab Februar 2009 lief er für die HSG Wetzlar auf. Die folgenden beiden Spielzeiten verbrachte er beim slowenischen Team RK Gorenje Velenje. Daraufhin kehrte er nach Serbien zum RK Radnički Kragujevac zurück. Mit dem katarischen Klub Lekhwiya wurde er 2013 Meister.
Für die Serbische Männer-Handballnationalmannschaft bestritt Aleksandar Stanojević 60 Länderspiele. Er stand im erweiterten Aufgebot für die Weltmeisterschaft 2009.
Im Januar 2019 übernahm er den nordmazedonischen Verein RK Pelister Bitola bis zum Saisonende. Im Januar 2020 gab er ein Comeback als Spieler des RK Novi Pazar.